# Darren Potter
Darren Michael Potter (Liverpool, Inglaterra, 21 de diciembre de 1984) es un exfutbolista irlandés que jugaba de centrocampista.
En noviembre de 2020 anunció su retirada y se unió al Port Vale F. C. para trabajar en su academia.

## Selección nacional
Fue internacional con la selección de fútbol de Irlanda y con la sub-21.

## Participaciones en Copas del Mundo
| Mundial                       | Sede                   | Resultado        |
| ----------------------------- | ---------------------- | ---------------- |
| Copa Mundial de Fútbol Sub-20 | Emiratos Árabes Unidos | Octavos de final |

## Clubes
| Club                                   | País       | Año       |
| -------------------------------------- | ---------- | --------- |
| Liverpool F. C.                        | Inglaterra | 2003-2007 |
| Southampton F. C. (cedido)             | Inglaterra | 2006      |
| Wolverhampton Wanderers F. C. (cedido) | Inglaterra | 2006-2007 |
| Wolverhampton Wanderers F. C.          | Inglaterra | 2007-2009 |
| Sheffield Wednesday F. C. (cedido)     | Inglaterra | 2009      |
| Sheffield Wednesday F. C.              | Inglaterra | 2009-2011 |
| Milton Keynes Dons F. C.               | Inglaterra | 2011-2017 |
| Rotherham United F. C.                 | Inglaterra | 2017-2019 |
| Tranmere Rovers F. C.                  | Inglaterra | 2019-2020 |
| Altrincham F. C.                       | Inglaterra | 2020      |